# Eckhard Heyden
Eckhard Heyden (* 1. Mai 1925 in Stettin; † 16. Januar 2010 in Marburg) war ein deutscher Künstler. 

## Leben
Wie fast alle Kinder, auch angeregt durch seine Mutter Elisabeth, malte er von frühauf. Auch später blieb er dabei. 
Das Kriegserleben ließ ihn – wie auch schon seinen Vater Hellmuth Heyden – Theologie studieren. Er studierte in Greifswald, Rostock und Berlin. Gleichzeitig befasste er sich mit Kunstgeschichte und Philosophie.
1953 wurde er Pfarrer an der Marienkirche (Stralsund). Dort waren über Jahrzehnte seine Meditationsbilder als Dauerausstellung zu sehen und schufen einen Ort der Begegnung für die zahlreichen Besucher der Hansestadt, die sich auf dem Weg nach Rügen befanden.
Freunde seiner Malerei gab es dann in fast allen Städten der ehemaligen DDR. Auch ins Ausland gelangten einige Bilder. Für Uppsala wurde ein Altarbild erworben. Andere Bilder gingen nach Polen, in die Tschechoslowakei, nach Damaskus und in die USA.
Aus Krankheitsgründen siedelte Heyden 1979 nach Westdeutschland über. Mehrere Einzelausstellungen gab es seitdem von Eckhard Heyden in Hamburg, Köln, Worphausen, Holzminden, Aumühle u. a.
Ihm ging es bei seiner malerischen Gestaltung um Verinnerlichung und Ausdruck von bestimmten Erfahrungen. Seine „Innenansichten“ richteten sich vor allem auf die Begegnung mit dem Geheimnisvollen. Er sah es im Symbol des Lichtes, das alles durchscheint, ohne jedoch selbst erschlossen werden zu können. Immer ist es als hintergründiges Element anwesend, wenn es sich in Farbe, Form, Struktur oder in rindige, erdige Gestalt verwandelt. Die Inkarnation des Lichtes ist für ihn Zeichen eines Schöpfungsprozesses, der nie ohne Hoffnung und Liebe ist. Auch wenn mitunter Unheimliches, Dunkles und Abgründiges erscheint, so werden jene Mächte jedoch gehalten von der Transzendenz des Lichtes und der ordnenden Komposition.
Am 16. Januar 2010 starb Eckhard Heyden in einem Marburger Krankenhaus.